# خانزاده سلطان
زهراء خانزاده سلطان (بالتركية العثمانية: زهرا خانزادہ سلطان)‏ (بالتركية: Zehra Hanzade Sultan)‏ هي أميرة عثمانية ولدت في 19 سبتمبر 1923 في إسطنبول، وتوفيت في 19 مارس 1998 في باريس.
خانزاده سلطان هي بنت شاهزاده عمر فاروق بن عبد المجيد الثاني، وكانت متزوجة من الأمير محمد علي إبراهيم من سلالة محمد علي باشا، ولهما ولد واحد هو أحمد رفعت وبنت واحدة هي فاضلة